# 히든라이팅
히든라이팅(영어: Hidden Lighting)은 자동차의 라디에이터 그릴과 헤드램프를 연결해주는 기술이다.

## 상세
2018년 12월 LA오토쇼에서 처음 공개됐으며, 2019년 3월 현대자동차 쏘나타부터 자동차 전면부에 장착된다. 레이저를 통해 크롬 코팅층에 미세한 구멍을 뚫어 빛이 통과할 수 있게 만들어, 헤드램프 작동 시 빛나도록 구성했다. 2019년 11월 이후 그랜저는 라디에이터 그릴 일부분이 헤드램프 기능을 수행하게 된다. 주간주행등 렌즈 표면에 알루미늄을 얇게 입혀 소등된 상태에선 라디에이터 그릴과 동화된다. 
2020년 9월, 투싼 또한 그랜저와 동일하게 라디에이터 그릴과 헤드램프가 동화되지만, 레이저로 구멍을 뚫는 대신 빛이 투과할 수 있을 만큼 렌즈 안쪽 표면에 마감 소재를 얇게 입혔다.

## 같이 보기
- 레이저컷팅 공법
- 반증착 공법
- 동기화
- 레이저